# Centaurea delicatula
Centaurea delicatula — вид квіткових рослин айстрових (Asteraceae). Ареал: Алжир, Туніс.

## Морфологічна характеристика
Напівкущик 3–20 см. Листки біло запушені, у щільній розетці, перистороздільні, сегменти 6–8 пар, довгасто-лінійні, стеблові листки перистороздільні. Квіткові голови поодинокі. Квітки трояндові. Квітне навесні.

## Середовище
Населяє сухі, кам'янисті схили.